# Jens Stoltenberg
Jens Stoltenberg (Oslo, 16 de março de 1959) é um economista, político norueguês. Foi secretário-geral da OTAN de 2014 a 2024. Anteriormente, serviu como primeiro-ministro da Noruega (2005-2013) e líder do Partido Trabalhista.
Seu pai, Thorvald Stoltenberg, é um dos políticos mais importantes da Noruega e é ex-Ministro de Assuntos Exteriores. Sua mãe, Karin Stoltenberg, também foi ministra. Jens Stoltenber foi educado na Universidade de Oslo. Durante seu primeiro mandato como ministro (2001 a 2002) foi polémico dentro de seu próprio partido, privatizou várias empresas estatais.
Nas eleições parlamentares de 10 de setembro de 2001 seu partido sofreu um dos seus piores resultados: somente 24% dos votos. O segundo mandato de Stoltenberg como primeiro-ministro começou em 17 de outubro de 2005. Aparentemente seria o alvo de um dos dois atentados terroristas de 22 de julho de 2011 em Oslo e Utøya.

## Vida Pessoal
Ele é casado com Ingrid Schulerud e tem dois filhos.

## Cronologia da sua vida política
- 2014-2024: Secretário-geral da OTAN
- 2005-2013: Primeiro Ministro da Noruega
- 2002-2014: Líder do Partido Trabalhista Norueguês
- 2000-2001: Primeiro Ministro da Noruega
- 1996-1997: Ministro das Finanças
- 1993-1996: Ministro da Indústria e Energia
- 1991-2014: Membro do Parlamento
- 1990-1991: Secretário de Estado do Ministério do Meio Ambiente
- 1985-1989: Líder da Juventude Trabalhista Norueguesa